# Мамчур Сергій Миколайович
Ма́мчур Сергі́й Микола́йович (нар. 3 лютого 1972, Дніпропетровськ, СРСР — пом. 26 грудня 1997, Москва, Росія) — радянський, український та російський футболіст, що виступав на позиції захисника. Відомий завдяки виступам у складі московського ЦСКА та дніпропетровського «Дніпра». Чемпіон Європи серед юнаків (1990), бронзовий призер молодіжного чемпіонату світу (1991), майстер спорту СРСР (1990). Помер від серцевої недостатності у віці 25 років.

## Життєпис
Сергій Мамчур — вихованець дніпропетровського «Дніпра», за який почав виступати у 1990 році в чемпіонаті СРСР. Юний футболіст швидко став міцним гравцем ротації і привернув до себе увагу тренерів юнацької та молодіжної збірних СРСР. У 1991 році Мамчур залучався навіть до ігор олімпійської збірної, вийшовши на поле у матчі проти норвежців, що відбувся 27 серпня у Крістіансанні. А за два місяці до того Сергій у ранзі капітана молодіжної збірної СРСР здобув бронзові нагороди молодіжного чемпіонату світу, здолавши у матчі за третє місце австралійців у серії післяматчевих пенальті, де Мамчур підійшов до м'яча четвертим і свою спробу переграти Марка Босніча реалізував.
За часів Незалежності захисник здобув разом з «Дніпром» бронзу першого чемпіонату України і розпочав в Дніпропетровську наступний сезон, однак незабаром вирушив до Росії, де продовжив кар'єру у московському «Асмаралі». Щоправда, цей клуб виявився лише трампліном до наступної сходинки в кар'єрі Мамчура, якою став московський ЦСКА. Загалом, у армійському клубі футболіст провів більше сотні матчів, будучи одним з ключових захисників команди, а у 1994 році його обрали капітаном команди. В цей же час він залучався до молодіжної збірної Росії, брав участь у чемпіонат Європи серед молодіжних команд 1994 року.
26 грудня 1997 року Сергій Мамчур у віці 25 років помер у московській квартирі, виділеній йому клубом, внаслідок серцево-судинної недостатності. До цього про жодні проблеми гравця зі здоров'ям відомостей не було. У футболіста лишилася дружина та дві доньки. Поховано Мамчура у рідному Дніпропетровську.

## Досягнення
Командні трофеї
- Чемпіон Європи серед юнаків (1): 1990
- Бронзовий призер молодіжного чемпіонату світу (1): 1991
- Бронзовий призер чемпіонату України (1): 1992
- Брав участь у «срібному» (1992/93) сезоні «Дніпра», однак провів замало матчів для отримання медалей
- Фіналіст Кубка федерації футболу СРСР (1): 1990
- Фіналіст Кубка Росії (2): 1992/93, 1993/94

Індивідуальні досягнення
- Майстер спорту СРСР (1990)